# Scoops Carry
George 'Scoops' Dorman Carey (Little Rock (Arkansas), 23 januari 1915 – Chicago, 4 augustus 1970) was een Amerikaanse jazzmuzikant (saxofoon, klarinet).

## Biografie
Scoops moeder was muzieklerares en zijn broer Ed Carry was bandleider en gitarist in Chicago. Carry begon op 8-jarige leeftijd met spelen, later studeerde hij aan het Chicago College of Music en aan de Iowa University. Hij werkte eind jaren 1920 en begin jaren 1930 samen met Cassino Simpson, The Midnight Revelers en Boyd Atkins' Firecrackers. In 1931 werd hij lid van de Lucky Millinder-band. In 1932 trad hij toe tot de band van zijn broer, de twee dirigeerden toen halverwege de jaren 1930 samen een orkest. Daarna speelde Scoops Carry met Zutty Singleton, Fletcher Henderson en Roy Eldridge, in 1938 met Art Tatum and Orchestra door Horace Henderson. Aan het einde van het decennium werkte hij kort met Darnell Howard, voordat hij in 1940 bij de Earl Hines Band kwam. Carry bleef bij Hines tot 1946 en werkte in zijn grote orkest en kleine ensemble. Hij nam op met Fletcher Henderson (1936), Mildred Bailey, Roy Eldridge (1937), Earl Hines en Dizzy Gillespie (1946).Daarna verliet Carry het muziekcircuit en begon hij in 1947 met de opleiding tot juridisch bediende. Uiteindelijk werkte hij in het parket van Illinois.

## Overlijden
Scoops Carry overleed in augustus 1970 op 55-jarige leeftijd.